# Donyell Marshall
Pour les articles homonymes, voir Marshall.
Donyell Lamar Marshall, né le 18 mai 1973 à Reading en Pennsylvanie (États-Unis), est un joueur américain de basket-ball. Il a évolué en NBA au poste d'ailier.
Formé à l'université du Connecticut, il est choisi en en quatrième position lors de la draft 1994 par les Timberwolves du Minnesota.

## Biographie
Donyell Marshall est pendant longtemps le codétenteur avec Kobe Bryant et Stephen Curry du record de paniers à trois points réussis dans un match, soit 12 réalisations réussies sur 19 tentées, le 13 mars 2005 avec les Toronto Raptors. Ce record est battu par Stephen Curry en novembre 2016.

## Clubs successifs
- 1994-1995 :  Timberwolves du Minnesota (NBA)
- 1995-2000 :  Warriors de Golden State (NBA)
- 2000-2002 :  Jazz de l'Utah (NBA)
- 2002-2003 :  Bulls de Chicago (NBA)
- 2003-2005 :  Raptors de Toronto (NBA)
- 2005-2008 :  Cavaliers de Cleveland (NBA)
- 2008 :  SuperSonics de Seattle (NBA)
- 2008-2009 :  76ers de Philadelphie (NBA)[3]

## Records sur une rencontre en NBA
Les records personnels de Donyell Marshall en NBA sont les suivants, :
| Record de la franchise |

| Type de statistique        | Saison régulière | Saison régulière      | Saison régulière | Playoffs | Playoffs                | Playoffs      |
| Type de statistique        | Record           | Adversaire            | Date             | Record   | Adversaire              | Date          |
| -------------------------- | ---------------- | --------------------- | ---------------- | -------- | ----------------------- | ------------- |
| Points                     | 38               | 76ers de Philadelphie | 13 mars 2005     | 28       | @ Wizards de Washington | 5 mai 2006    |
| Paniers marqués            | 16               | @ Mavericks de Dallas | 1er mai 1999     | 11       | @ Wizards de Washington | 5 mai 2006    |
| Paniers tentés             | 26               | 3 fois                | 3 fois           | 18       | Wizards de Washington   | 22 avril 2006 |
| Paniers à 3 points réussis | 12               | 76ers de Philadelphie | 13 mars 2005     | 6        | @ Nets du New Jersey    | 18 mai 2007   |
| Paniers à 3 points tentés  | 19               | 76ers de Philadelphie | 13 mars 2005     | 10       | @ Nets du New Jersey    | 18 mai 2007   |
| Lancers francs réussis     | 11               | Lakers de Los Angeles | 5 avril 2000     | 5        | @ Kings de Sacramento   | 20 avril 2002 |
| Lancers francs tentés      | 14               | Lakers de Los Angeles | 5 avril 2000     | 6        | @ Kings de Sacramento   | 20 avril 2002 |
| Rebonds offensifs          | 10               | Nets du New Jersey    | 25 novembre 1997 | 6        | 2 fois                  | 2 fois        |
| Rebonds défensifs          | 17               | 2 fois                | 2 fois           | 8        | 2 fois                  | 2 fois        |
| Rebonds totaux             | 24               | @ Bulls de Chicago    | 17 février 2004  | 13       | @ Pistons de Détroit    | 17 mai 2006   |
| Passes décisives           | 9                | 2 fois                | 2 fois           | 4        | 3 fois                  | 3 fois        |
| Interceptions              | 5                | 6 fois                | 6 fois           | 2        | @ Wizards de Washington | 30 avril 2006 |
| Contres                    | 6                | Kings de Sacramento   | 13 février 2001  | 2        | 7 fois                  | 7 fois        |
| Balles perdues             | 8                | Rockets de Houston    | 6 avril 1995     | 5        | @ Mavericks de Dallas   | 28 avril 2001 |
| Minutes jouées             | 49               | 2 fois                | 2 fois           | 40       | @ Wizards de Washington | 5 mai 2006    |

- Double-double : 200 (dont 3 en playoffs)
- Triple-double : 0